# Gaarde
De gaarde is een oude Hollandse lengtemaat die veelal overeenkomt met de roede. Net zoals bij deze maat zijn er regionale verschillen. Een Amsterdamse gaarde mat dertien voeten hetgeen neerkomt op 3 meter 68.
De naam betekent (evenals roe, garde) stok.